# 并州
并州（幷州、へいしゅう）は、中国にかつて存在した州。
上古の中国の九州の一つに数えられている。具体的な区域については、『周礼』では「正北」すなわち中原から真北側にあたる地域であるとし、五岳の一である恒山を山鎮とするとしている。

## 漢代
紀元前106年（元封5年）、前漢の武帝が全国を13州に分割し各州に刺史を設置した際、山西省の大部分と河北省・内モンゴル自治区の一部（今日黄土高原が広がる地域）を并州とし太原・上党・西河・朔方・五原・雲中・定襄・雁門の9郡を管轄した。また并州刺史とは別に朔方郡に朔方刺史が置かれ、塞北の広大な草原地帯を管轄していた。
前漢滅亡後の混乱期には、匈奴と結んだ盧芳が并州北部に割拠したが後に光武帝に帰順している。後漢になると州治を晋陽に置いた。35年（建武11年）には朔方刺史部を廃して并州に編入した。

## 魏晋南北朝時代
後漢末の混乱期には異民族の侵入が続き、并州9郡のうち、215年（建安20年）に支配が形骸化した、オルドス地方の朔方・上党・五原・雲中・定襄の各郡が正式に放棄され、新たに新興郡が設置された。また南匈奴を中心とする異民族の大量流入に対処すべく、曹操は并州とその周辺に茲氏・居祁・蒲子・新興・大陵の五部の匈奴居留地を設置し各部に都帥を設置して統治している。
西晋末に発生した八王の乱に際しては、劉淵が并州周辺の匈奴勢力を糾合、304年（永安元年）に離石において自立し大単于と号した。その後劉曜により趙公に封じられた石勒が并州を支配したが、石勒は318年（麟嘉3年）に襄国を拠点として自立し後趙を建国、朔方一帯（オルドス）を分割して朔州を新設した。後趙が滅びた後は華北東部を支配した三燕の領土となったが、同時に前秦・後秦・夏などの華北西部の政権も洛陽周辺に并州を置いていたため、東西に二つの并州がある状態が続いた（苻堅が短期間華北を統一した時期を除く）。
北魏の時代になると446年（太平真君7年）に肆州、448年（太和12年）に汾州が分割新設されるなど行政区画の細分化が進められた。北周は并州を要地として河北道総管府を設置した。

## 隋代
隋代が成立すると当初は2郡9県を管轄した。605年（大業元年）、遼州が廃止され、并州に統合された。607年（大業3年）、郡制施行に伴い太原郡と改称され、下部に15県を管轄した。隋代の行政区分に関しては下表を参照。
| 州 | 并州                                        | 并州                 | 郡 | 太原郡                                                                                               |
| 郡 | 太原郡                                      | 楽平郡               | 県 | 晋陽県 太原県 文水県 寿陽県 楡次県 太谷県 汾陽県 楽平県 和順県 石艾県 祁県 遼山県 交城県 平城県 盂県 |
| 県 | 竜山県 晋陽県 受陽県 東受陽県 中都県 陽邑県 | 楽平県 梁楡県 石艾県 | 県 | 晋陽県 太原県 文水県 寿陽県 楡次県 太谷県 汾陽県 楽平県 和順県 石艾県 祁県 遼山県 交城県 平城県 盂県 |

## 唐代以降
唐代は并州を北方防備の重要拠点として河東節度使が設置された。723年（開元11年）に并州を太原府に昇格、北京太原府として副都格の扱いとした。以後并州の名称は使用されなくなったが趙匡胤が「楊家将」として知られる名将の楊業を降して、979年（太平興国4年）に太原府（府治としては龍城と称した）を根拠とした北漢を滅ぼした際、太原府の城砦を破壊し、府から州へと降格させたため一時的に并州の名称が復活した。1059年（嘉祐4年）に太原府に再昇格したため再び消滅した。